# 瓦雷訥聖索沃爾
瓦雷訥聖索沃爾（法語：Varennes-Saint-Sauveur，法語發音：[vaʁɛn sɛ̃ sovœʁ]）是法国索恩-卢瓦尔省的市镇，属于卢昂区。

## 地理
瓦雷讷圣索沃尔（46°28'56"N, 5°14'35"E）面积30.16 平方千米，位于法国勃艮第-弗朗什-孔泰大區索恩-卢瓦尔省，该省份为法国中部省份，北起顺时针与科多尔省、汝拉省、安省、罗讷省、卢瓦尔省、阿列省和涅夫勒省接壤。
与瓦雷讷圣索沃尔接壤的市镇（或旧市镇、城区）包括：博蓬、科尔莫、屈尔西亚东加隆、圣尼济耶勒布舒、孔达勒、多马坦莱屈索、弗龙特诺、布雷斯地区蒙蓬、布雷斯地区圣克鲁瓦。
瓦雷讷圣索沃尔的时区为UTC+01:00、UTC+02:00（夏令时）。

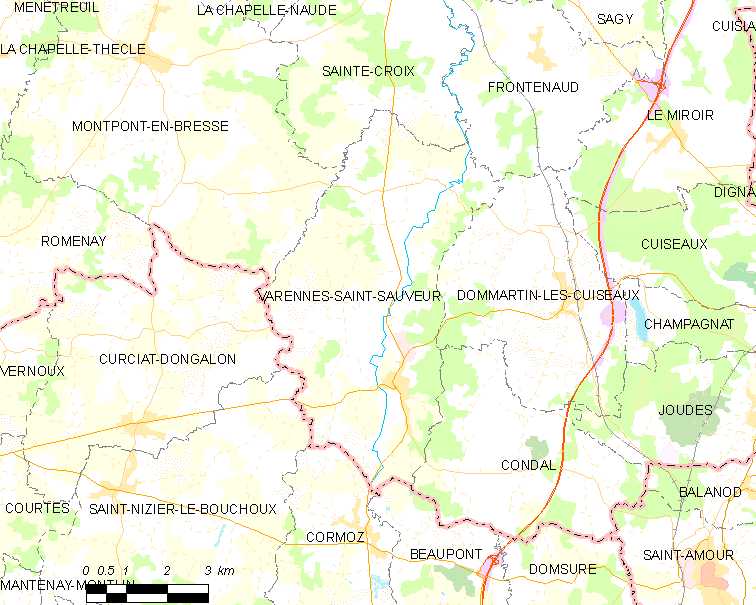
瓦雷讷圣索沃尔的OSM定位图

## 行政
瓦雷讷圣索沃尔的邮政编码为71480，INSEE市镇编码为71558。

## 政治
瓦雷讷圣索沃尔所属的省级选区为屈索县。

## 人口

1962-2008年间瓦雷讷圣索沃尔人口变化图示

瓦雷讷圣索沃尔于2022年1月1日时的人口数量为1116人。